# Copa del Generalísimo Femenina 1974-75
La Copa del Generalísimo Femenina 1974-75 corresponde a la 15.ª edición de dicho torneo. Se celebró entre el 20 de abril y el 18 de mayo de 1975 en el Pabellón Universitario de Granada. 
Para esta temporada, el Campeonato se disputa una vez terminada la liga entre los 8 primeros clasificados. Las eliminatorias de cuartos y semifinales se juegan a doble partido. La final se juega a partido único en campo neutral. El campeón se clasifica para la Copa Ronchetti 1975-76.

## Desarrollo
La Copa de 1975 supone un nuevo hito, el Picadero J. C. logró el primer doblete (Liga y Copa) de la historia del baloncesto femenino español. Las catalanas ganaron primero la Liga con tres partidos de ventaja sobre el C. E. Ignis-Mataró en marzo y dos meses después redondearon el doblete. Además esta fue la primera final de una auténtica clásica de estos partidos definitivos, la pívot Rosa Castillo, que contaba por aquel entonces con apenas 19 años y ya fue la máxima anotadora del equipo campeón
En el año 1976 se decidió que no se disputase la Copa debido a los compromisos internacionales de la selección española en fechas próximas al final de la Liga, que era el momento en el que habitualmente se colocaba el torneo copero. Las "chicas" tenían que ganarse el billete para el Europeo jugando una fase previa en Alcoy desde el 19 de abril. Lo lograron apalizando a Escocia y Dinamarca, y con la clasificación asegurada, ganando con dificultades a Alemania por 62-60 con una canasta de Nieves Bartra en el último segundo. En el Europeo de Francia, que se disputó del 20 al 29 de mayo de 1976, la selección concluyó en décima posición
La temporada siguiente, en la asamblea de 14 de enero se acuerda que Palma de Mallorca sea la sede para la Copa de España masculina, pero no se designa ninguna sede para la femenina. La Copa de 1977 fue al final también fue suprimida. Esta decisión fue criticada y generó un relativo malestar en el entorno del baloncesto femenino que manifestaba la necesidad de alargar las temporadas (apenas se competía cinco meses al año) y recuperar el torneo copero. En cualquiera de los casos, y tras dos años de ausencia, la competición regresaría en 1978 ya con la denominación de Copa de la Reina de Baloncesto 1977-78.

## Fase Final
|  | Cuartos de final   | Cuartos de final   | Cuartos de final |                |                | Semifinales | Semifinales | Semifinales |  |  | Final | Final | Final |
|  |                    |                    |                  |                |                |             |             |             |  |  |       |       |       |
|  |                    |                    |                  |                |                |             |             |             |  |  |       |       |       |
|  |                    |                    |                  |                |                |             |             |             |  |  |       |       |       |
|  | Celta de Vigo      | 48                 | 43               |                |                |             |             |             |  |  |       |       |       |
|  | Celta de Vigo      | 48                 | 43               |                |                |             |             |             |  |  |       |       |       |
|  | Picadero J. C.     | 34                 | 72               |                |                |             |             |             |  |  |       |       |       |
|  | Picadero J. C.     | 34                 | 72               | Picadero J. C. | 63             | 54          |             |             |  |  |       |       |       |
|  |                    |                    |                  | Picadero J. C. | 63             | 54          |             |             |  |  |       |       |       |
|  |                    | C. E. Ignis-Mataró | 50               | 59             |                |             |             |             |  |  |       |       |       |
|  | Hispano Francés    | C. E. Ignis-Mataró | 50               | 59             | 51             | 34          |             |             |  |  |       |       |       |
|  | Hispano Francés    |                    |                  |                | 51             | 34          |             |             |  |  |       |       |       |
|  | C. E. Ignis-Mataró | 56                 | 57               |                |                |             |             |             |  |  |       |       |       |
|  | C. E. Ignis-Mataró | 56                 | 57               | Picadero J. C. | Picadero J. C. | 57          |             |             |  |  |       |       |       |
|  |                    |                    |                  | Picadero J. C. | Picadero J. C. | 57          |             |             |  |  |       |       |       |
|  |                    | CREFF Madrid       | CREFF Madrid     | 45             |                |             |             |             |  |  |       |       |       |
|  | CREFF Girona       | CREFF Madrid       | CREFF Madrid     | 45             | 52             | 52          |             |             |  |  |       |       |       |
|  | CREFF Girona       |                    |                  |                | 52             | 52          |             |             |  |  |       |       |       |
|  | CREFF Madrid       | 63                 | 77               |                |                |             |             |             |  |  |       |       |       |
|  | CREFF Madrid       | 63                 | 77               | CREFF Madrid   | 82             | 79          |             |             |  |  |       |       |       |
|  |                    |                    |                  | CREFF Madrid   | 82             | 79          |             |             |  |  |       |       |       |
|  |                    | Tabacalera Coruña  | 26               | 52             |                |             |             |             |  |  |       |       |       |
|  | Medina Lérida      | Tabacalera Coruña  | 26               | 52             | 56             | 45          |             |             |  |  |       |       |       |
|  | Medina Lérida      |                    |                  |                | 56             | 45          |             |             |  |  |       |       |       |
|  | Tabacalera Coruña  | 55                 | 65               |                |                |             |             |             |  |  |       |       |       |
|  | Tabacalera Coruña  | 55                 | 65               |                |                |             |             |             |  |  |       |       |       |

### Final
| 18 de mayo de 1975 | Picadero J. C.                     | 57–45       | CREFF Madrid           |                                                                                       |  |
|                    | Marcador por tiempos: 27–16, 30–29 |             |                        |                                                                                       |  |
|                    | Estadísticas Castillo, Martínez 16 | Reporte Pts | Estadísticas Suárez 14 | Pabellón: Pabellón Universitario, Granada Árbitros: Muñoz (Alicante), López (Granada) |  |

| Ganadoras de la Copa del Generalísimo Femenina 1974-75 |
| ------------------------------------------------------ |
| Picadero J. C. 2º título                               |